# 八千代市立大和田西小学校
八千代市立大和田西小学校（やちよしりつ おおわだにししょうがっこう）は、千葉県八千代市大和田新田にある公立小学校。

## 概要
通称は「大西（おおにし）」「西小（にししょう）」「大西小（おおにししょう）」など。

## 沿革
- 1978年4月1日 - 八千代市立大和田小学校より分離、開校
- 1978年4月5日 - 開校式
- 1978年4月30日 - 校木くすの木植樹・校花「こぶし」と制定
- 1978年10月1日 - 校章制定

## 教育目標
よく考え、仲よく、元気に、やりぬく子

## クラブ活動
4年生から6年生の全生徒がクラブに属し、月1回程度クラブ活動を行なう。生徒は毎年4月に他のクラブに移ることができる。全てのクラブに顧問が2、3人つく。
- 手芸
- ダンス
- 囲碁・将棋
- パソコン
- まんが・読書
- 茶道
- ゲーム（トランプ・リバーシなど）
- 絵手紙・カード作り
- 音楽
- 卓球・バドミントン
- ソフトバレー
- サッカー
- 球技
- 体操（鉄棒・マット）
- 工作
- 手品
- なわとび・一輪車
- 英語

## 部活動
5年生から6年生の生徒が任意で部活動に入る。部活動は基本的に毎日、放課後に行なう。
- ミニバスケットボール部
- 器楽部

## 交通
- 東葉高速線八千代中央駅より約1.4km
- 東葉高速線八千代緑が丘駅より約1.9km

## 関係者

### 出身者
- 上原多香子（歌手、女優、SPEEDのメンバー） - 一時期のみ